# Bobsleigh aux Jeux olympiques de 2014 - Bob à deux femmes
Navigation
Vancouver 2010 Pyeongchang 2018
L'épreuve de bobsleigh à deux féminin des Jeux olympiques d'hiver de 2014 a lieu les 18 et 19 février 2014. Il s'agit de la quatrième apparition de cette épreuve aux Jeux olympiques d'hiver.
Les Canadiennes Kaillie Humphries et Heather Moyse deviennent les premières bobeuses à conserver leur titre olympique de bob à deux. Les Américaines Elana Meyers et Lauryn Williams sont médaillées d'argent et leurs compatriotes Aja Evans et Jamie Greubel sont médaillées de bronze.

## Participants
Les participants à cette compétition sont l'Allemagne, l'Australie, l'Autriche, la Belgique, le Brésil, le Canada, la Corée du Sud, les États-Unis, la Grande-Bretagne, les Pays-Bas, la Roumanie, la Russie et la Suisse.

## Médaillés
| Or                                     | Argent                                  | Bronze                             |
| Canada Kaillie Humphries Heather Moyse | États-Unis Elana Meyers Lauryn Williams | États-Unis Aja Evans Jamie Greubel |

## Résultats
Le meilleur temps de chaque manche est en gras.
| Rang                                | Dossard | Pays                    | Athletès                                 | Manche 1      | Manche 2      | Manche 3      | Manche 4      | Total         | Retard   |
| ----------------------------------- | ------- | ----------------------- | ---------------------------------------- | ------------- | ------------- | ------------- | ------------- | ------------- | -------- |
| Médaille d'or, Jeux olympiques      | 1       | Canada (CAN-1)          | Kaillie Humphries Heather Moyse          | 57 s 39       | 57 s 73       | 57 s 57       | 57 s 92       | 3 min 50 s 61 | —        |
| Médaille d'argent, Jeux olympiques  | 2       | États-Unis (USA-1)      | Elana Meyers Lauryn Williams             | 57 s 26 – TR  | 57 s 63       | 57 s 69       | 58 s 13       | 3 min 50 s 71 | +0 s 10  |
| Médaille de bronze, Jeux olympiques | 3       | États-Unis (USA-2)      | Jamie Greubel Aja Evans                  | 57 s 45       | 58 s 00       | 58 s 00       | 58 s 16       | 3 min 51 s 61 | +1 s 00  |
| 4                                   | 9       | Pays-Bas (NED-1)        | Esmé Kamphuis Judith Vis                 | 57 s 94       | 58 s 10       | 58 s 20       | 58 s 03       | 3 min 52 s 27 | +1 s 66  |
| 5                                   | 4       | Allemagne (GER-1)       | Sandra Kiriasis Franziska Fritz          | 57 s 95       | 58 s 08       | 58 s 06       | 58 s 20       | 3 min 52 s 29 | +1 s 68  |
| 6                                   | 10      | Belgique (BEL-1)        | Elfje Willemsen Hanna Mariën             | 57 s 92       | 58 s 02       | 58 s 33       | 58 s 30       | 3 min 52 s 57 | +1 s 96  |
| 7                                   | 5       | Allemagne (GER-2)       | Cathleen Martini Christin Senkel         | 57 s 99       | 58 s 42       | 58 s 17       | 58 s 13       | 3 min 52 s 71 | +2 s 10  |
| 8                                   | 8       | Suisse (SUI-1)          | Fabienne Meyer Tanja Mayer               | 58 s 18       | 58 s 34       | 58 s 29       | 58 s 39       | 3 min 53 s 20 | +2 s 59  |
| 9                                   | 11      | Russie (RUS-1)          | Olga Stulneva Liudmila Udobkina          | 58 s 03       | 58 s 24       | 58 s 45       | 58 s 74       | 3 min 53 s 46 | +2 s 85  |
| 10                                  | 6       | Allemagne (GER-3)       | Anja Schneiderheinze Stephanie Schneider | 58 s 17       | 58 s 30       | 58 s 53       | 58 s 74       | 3 min 53 s 74 | +3 s 13  |
| 11                                  | 7       | États-Unis (USA-3)      | Jazmine Fenlator Lolo Jones              | 58 s 27       | 58 s 46       | 58 s 50       | 58 s 74       | 3 min 53 s 97 | +3 s 36  |
| 12                                  | 12      | Grande-Bretagne (GBR-1) | Paula Walker Rebekah Wilson              | 58 s 36       | 58 s 40       | 58 s 88       | 58 s 60       | 3 min 54 s 24 | +3 s 63  |
| 13                                  | 13      | Canada (CAN-2)          | Jennifer Ciochetti Chelsea Valois        | 58 s 43       | 58 s 63       | 58 s 72       | 58 s 71       | 3 min 54 s 49 | +3 s 88  |
| 14                                  | 14      | Australie (AUS-1)       | Astrid Radjenovic Jana Pittman           | 58 s 62       | 58 s 50       | 59 s 06       | 58 s 37       | 3 min 54 s 55 | +3 s 94  |
| 15                                  | 15      | Autriche (AUT-1)        | Christina Hengster Viola Kleiser         | 58 s 59       | 58 s 56       | 58 s 73       | 58 s 91       | 3 min 54 s 79 | +4 s 18  |
| 16                                  | 17      | Russie (RUS-2)          | Nadezhda Sergeeva Nadezhda Paleeva       | 58 s 80       | 58 s 69       | 59 s 27       | 59 s 10       | 3 min 55 s 86 | +5 s 25  |
| 17                                  | 16      | Roumanie (ROU-1)        | Maria Constantin Andreea Grecu           | 59 s 04       | 59 s 08       | 59 s 38       | 59 s 09       | 3 min 56 s 59 | +5 s 98  |
| 18                                  | 18      | Corée du Sud (KOR-1)    | Kim Su-Nok Shin Mi-Hwa                   | 1 min 00 s 09 | 1 min 00 s 02 | 1 min 00 s 44 | 1 min 00 s 26 | 4 min 00 s 81 | +10 s 20 |
| 19                                  | 19      | Brésil (BRA-1)          | Fabiana Santos Sally Mayara da Silva     | 59 s 57       | 1 min 00 s 45 | 1 min 00 s 73 | 1 min 01 s 20 | 4 min 01 s 95 | +11 s 34 |